# Sybille Blersch
Sybille Blersch es una deportista suiza que compitió en duatlón. Ganó una medalla de plata en el Campeonato Mundial de Duatlón de 1995.

## Palmarés internacional
| Campeonato Mundial | Campeonato Mundial | Campeonato Mundial | Campeonato Mundial |
| Año                | Lugar              | Medalla            | Prueba             |
| ------------------ | ------------------ | ------------------ | ------------------ |
| 1995               | Cancún (México)    | Medalla de plata   | Individual         |